# Mitra (dios indio)
Mitra fue un dios de la India.
Tuvo dos versiones:
- en el período védico (desde el II milenio a. C. hasta el siglo VI a. C.) fue un importante dios solar;
- en el período hinduista (desde el siglo V a. C. hasta la actualidad) se convirtió en un dios secundario.

## En el «Rig-veda»
Mitra es uno de los dioses mencionados en el Rig-veda (el texto más antiguo de la India, de mediados del II milenio a. C.).
En la religión védica (mil años anterior al hinduismo) Mitra es uno de los Aditias, los hijos de la diosa Aditi. Según algunas fuentes, sus hermanos pueden ser siete u ocho, aunque otras referencias llegan a decir que hasta treinta y uno. Aditya indica su clasificación de dioses solares y/o del cielo. Según el Rig-veda, Aditi es una deidad femenina, madre de todos los dioses, esposa de Kashiapa e hija de Daksa, un dios progenitor del universo. Se dice que ella lo contiene todo, y se le podría considerar como «naturaleza» o «diosa primigenia creadora».
En el Rig-veda, Mitra es un dios secundario del sol, siendo mucho más conocido Suria, que sí queda bien definido como el dios Sol en todas las escrituras en las que se le menciona.
El Mitra védico nunca va solo, sino en compañía de su hermano gemelo Varuna, según el Rig-veda, y los dos están incluidos entre los dioses hermanos Aditias.
Mitra está relacionado con los juramentos, las promesas, los contratos, la honestidad, la amistad y los encuentros, así como considerado como el suave sol del alba. No suele tener tanto protagonismo como su conflictivo hermano, y por ello suele pasar más desapercibido. A veces se le confunde con Agní, aunque este es dios del fuego, y bastante más belicoso.
En contraposición a su hermano Varuna se le asigna la creación de rayos, tormentas, lluvias, de las aguas, los océanos, los ríos y los bajos mundos o de las profundidades. Incluso se le llega a asignar el papel de dios de los muertos, y dentro del agua, siempre va acompañado de nagas.
También en el Rig-veda se menciona su papel de dios lunar (puesto que más tarde se atribuirá al dios Chandra, y a veces al dios Shivá.
Mitra, como su madre Aditi y el resto de los Adityas, pueden ser reminiscencias de tiempos muy anteriores al establecimiento del vedismo (religión anterior al hinduismo). O incluso que el propio Suria, del que hay información suficiente como el dios Sol, puede también haber sido una especie de «adquisición nueva» para asimilar cultos de otras zonas de la India.
Todo ello viene a decir que el dios Mitra védico, como dios-sol no tiene en el hinduismo la relevancia que tuvo Suria. Y aunque el dios-sol Suria tuvo un papel protagonista, fue posteriormente relegado a un segundo plano por otras deidades.

## En el hinduismo posterior
Según el Bhágavata-purana (siglo XI d. C.) Mitra era el dios que controlaba el movimiento intestinal.
En idioma sánscrito el término mitra significa ‘amigo’.
El tándem Mitra-Váruna también viene mencionado en los antiguos Puranas, y no se describe muy bien su procedencia. Todo ello apunta a que pertenecieron al rango de dioses anteriores del período presánscrito, antes de la aparición del hinduismo primitivo. En este hinduismo primitivo, el dios que ocupaba el rango de dios-sol era Suria, en oposición al dios lunar Chandra.
Hay que comentar que el Rig-veda no es muy claro en lo que respecta a la identificación de muchos dioses. La razón es porque con el paso del tiempo fueron cambiando los cultos, donde se mencionan a dioses que ya casi nadie recuerda a excepción de unos pocos estudiantes de las escrituras y algunos brahmanes, todos muy versados. O bien se da el caso de que se cree en otros dioses que no están apenas mencionados en las escrituras sagradas hindúes.
Actualmente en el culto hindú, los Adityas ocupan un segundo plano bastante lejano a la práctica real diaria de todo hindú común. Aun así, hay sijs y otros credos y religiones de la India y alrededores, que todavía creen en Suria de alguna manera, dejando huellas de que en su momento de auge fue comparable al culto del dios-sol Amón-Ra en Egipto.
Todavía hay algunos lugares donde Mitra es invocado,[cita requerida] principalmente en juicios y en contratos, para asegurar su cumplimiento, así como la honestidad de los implicados.